# Marktüberwachung
Die Marktüberwachung im EWR stellt sicher, dass Produkte im Europäischen Binnenmarkt den geltenden Rechtsvorschriften entsprechen. Dadurch soll das Vertrauen der Kunden beim Kauf gestärkt und Verbraucher sowie professionelle Nutzer vor Schäden durch nichtkonforme Produkte bewahrt werden. Gleichzeitig schützt sie die Umwelt und diejenigen Unternehmen, die sich an die Regeln halten, und hilft ihnen, im Wettbewerb zu bestehen. Die Marktüberwachung umfasst auch Maßnahmen wie Produktrücknahmen, Rückrufe und die Anwendung von Sanktionen, um den Verkehr nichtkonformer Produkte zu stoppen.

## Rechtlicher Rahmen

### Marktüberwachungsgesetz
Das deutsche Marktüberwachungsgesetz gilt für Produkte der EU-Marktüberwachungsverordnung und des Produktsicherheitsgesetzes. Es definiert die Aufgaben des Marktüberwachungsforums, der Bundesnetzagentur als Verbindungsstelle und die Befugnisse der Marktüberwachungsbehörden.

#### Marktüberwachungsstrategie
Das Marktüberwachungsforum erstellt alle vier Jahre eine Strategie, das in einer Zusammenfassung publiziert wird.

#### Sanktionen
Abschnitt 5 enthält Straf- und Bußgeldvorschriften.

### EU-Marktüberwachungsverordnung
Die EU-Marktüberwachungsverordnung regelt die Marktüberwachung und die Konformität von Produkten. Sie legt drei unterschiedliche Geltungsbereiche fest.
- Artikel 2 (Anwendungsbereich) und Anhang I nennt 70 Rechtsakte zur Harmonisierung. Nach dem Lex-specialis-Grundsatz gilt die Verordnung für die Produkte, für die keine spezifischen Bestimmungen in diesen Rechtsakten existieren.
- in Artikel 4 wird ein engerer Bereich der Harmonisierungsrechtsvorschriften festgelegt (18 Rechtsakte) mit Aufgaben an Wirtschaftsakteure, die diese Produkte herstellen bzw. einführen.
- Kapitel VII schließlich umfasst andere Produkte, die in die EU eingeführt werden. Die Zollbehörden haben hier eine Kontroll- und Überwachungsaufgabe.

Es werden wirksame, verhältnismäßige und abschreckende Sanktionen gefordert, die von den nationalen Überwachungsbehörden durchgesetzt werden.

## Marktüberwachungsbehörden
Für die Überwachung, Meldung von Verstößen und Sanktionierung sind nationale Behörden benannt. Das Bundesministerium für Wirtschaft und Klimaschutz (BMWK) koordiniert innerhalb der Bundesregierung federführend die sektorübergreifende Marktüberwachung als gesetzliche Aufgabe. Das Deutsche Marktüberwachungsforum (DMÜF) wurde eingerichtet und seit 2018 mit der Marktüberwachung betraut. Im Einzelnen wurden für die Produktsektoren die Aufgaben an verschiedene Länder- oder Bundesbehörden delegiert.

## Elektronische Warnsysteme
Die EU betreibt diverse elektronische Systeme zum Verbraucherschutz.

### RAPEX
Die Überwachungsbehörden nutzen das gemeinschaftliche Warnsystemen RAPEX zum raschen Austausch von Informationen. Ähnlich wie beim Schnellwarnsystem für Lebensmittel RASFF können Verbraucher auf die Warnungen und Maßnahmen wie Produktrücknahmen, Rückrufe in diesem System zugreifen.

### ICSMS
Verbraucher können über ICSMS gefährliche Produkte direkt an die zuständige Überwachungsbehörde melden.

## Sektoren
Die Tabelle zeigt die 18 Rechtsakte aus Artikel 4 der EU-Marktüberwachungsverordnung und die Sektoren, für die Überwachungen stattfinden, sowie die zuständigen Behörden.
Inzwischen sind weitere Rechtsakte hinzugekommen, die in der Tabelle mit +19, +20, und +21 nummeriert sind.
| Sektor                                                                                     | EU-Richtlinie/-Verordnung                                                                 | Article 4 #, Umsetzung                                                          | Ressort | Überwachung             |
| ------------------------------------------------------------------------------------------ | ----------------------------------------------------------------------------------------- | ------------------------------------------------------------------------------- | ------- | ----------------------- |
| 5. Construction products (CP)                                                              | Verordnung (EU) Nr. 305/2011                                                              | (34) Bauprodukte, BauPG                                                         | BMWSB   | DIBt und Landesbehörden |
| 4. Personal protective equipment (PPE)                                                     | Verordnung (EU) 2016/425                                                                  | (35) Persönliche Schutzausrüstungen, ProdSG:PSA-DG                              | BMAS    | Landesbehörden          |
| 16. Appliances burning gaseous fuels                                                       | Verordnung (EU) 2016/426                                                                  | (36) Gasgeräte, ProdSG:GasgeräteDG                                              | BMAS    | Landesbehörden          |
| 12. Noise emissions for outdoor equipment                                                  | Richtlinie 2000/14/EG                                                                     | (37) Geräte- und Maschinenlärmschutz, 32. BImSchV                               | BMUV    | Landesbehörden          |
| 9. Machinery                                                                               | Richtlinie 2006/42/EG ab 14-01-2027 Verordnung (EU) 2023/1230                             | (38) Maschinen, ProdSG:9. ProdSV                                                | BMAS    | Landesbehörden          |
| 3. Toys                                                                                    | Richtlinie 2009/48/EG                                                                     | (39) Sicherheit von Spielzeug, ProdSG:2. ProdSV                                 | BMWK    | Landesbehörden          |
| 23. Eco-design and energy labelling                                                        | Richtlinie 2009/125/EG                                                                    | (40) umweltgerechte Gestaltung energieverbrauchsrelevanter Produkte, EVPG       | BMWK    | Landesbehörden          |
| 21. RoHS Restriction of Hazardous Substances                                               | Richtlinie 2011/65/EU                                                                     | (41) gefährliche Stoffe in Elektro- und Elektronikgeräten, ElektroStoffV        | BMUV    | Landesbehörden          |
| 14. Pyrotechnics                                                                           | Richtlinie 2013/29/EU                                                                     | (42) pyrotechnischer Gegenstände, SprengG                                       | BMI     | Landesbehörden          |
| 25. Recreational crafts                                                                    | Richtlinie 2013/53/EU                                                                     | (43) Sportboote und Wassermotorräder, ProdSG:10. ProdSV                         | BMWK    | Landesbehörden          |
| 7. pressure vessels                                                                        | Richtlinie 2014/29/EU                                                                     | (44) einfache Druckbehälter, ProdSG:6. ProdSV                                   | BMAS    | Landesbehörden          |
| 18. EMC Electromagnetic compatibility                                                      | Richtlinie 2014/30/EU                                                                     | (45) Elektromagnetische Verträglichkeit, EMVG                                   | BMWK    | BNetzA                  |
| 17. non-automatic weighing instruments (NAWI)                                              | Richtlinie 2014/31/EU                                                                     | (46) nichtselbsttätiger Waagen, MessEG                                          | BMWK    | Landesbehörden          |
| 17. Measuring instruments (MI)                                                             | Richtlinie 2014/32/EU                                                                     | (47) Messgeräte, MessEG                                                         | BMWK    | Landesbehörden          |
| 13. Equipment and protective systems intended for use in potentially explosive atmospheres | Richtlinie 2014/34/EU                                                                     | (48) ATEX Explosionsschutz, ProdSG:11. ProdSV                                   | BMAS    | Landesbehörden          |
| 20. Electrical appliances and equipment LV Low Voltage                                     | Richtlinie 2014/35/EU                                                                     | (49) Niederspannungsgeräte, ProdSG:1. ProdSV                                    | BMAS    | Landesbehörden          |
| 19. Radio equipment                                                                        | Richtlinie 2014/53/EU                                                                     | (50) Funkanlagen, FuAG                                                          | BMWK    | BNetzA                  |
| 7. pressure equipment (PE)                                                                 | Richtlinie 2014/68/EU                                                                     | (51) Druckgeräte, ProdSG:14. ProdSV                                             | BMAS    | Landesbehörden          |
| 34. Unmanned aircraft systems (UAS, UAV Unmanned Aircraft Vehicle)                         | Verordnung (EU) 2019/945                                                                  | +19. Drohnen                                                                    | BMDV    | BMDV                    |
| 21. batteries                                                                              | Richtlinie 2006/66/EG noch in Kraft, wird aber aufgehoben durch Verordnung (EU) 2023/1542 | +20. Batterien und Akkumulatoren sowie Altbatterien und Altakkumulatoren, BattG | BMUV    | Landesbehörden          |
| 30. Other consumer products under GPSD                                                     | Verordnung (EU) 2023/988                                                                  | +21. allgemeine Produktsicherheit                                               |         |                         |

## Situation in Österreich
Verbindungsstelle ist das Bundesamt für Eich- und Vermessungswesen (BEV), das im Auftrag des BMAW die Marktüberwachungsstrategie verfasst. Die Aufgabe der Überwachung ist meist an die Bezirks- oder Landesbehörden delegiert. Für einige Sektoren übernehmen AGES (Gesundheit), BEV (Eichung), BMAW (Elektro), BMK (Chemie, Auto, Maschinen), BML (Funkanlagen), OIB (Bauprodukte) und das Umweltbundesamt die Marktüberwachung.

## Situation in der Schweiz
Das Staatssekretariat für Wirtschaft (SECO) unterhält eine Seite, auf der man pro Sektor die zuständige Behörde finden kann.